# Cleódeo
Em mitologia grega, Cleódeo (em grego: Κλεοδαίος) era um dos Heráclidas, um neto de Héracles. Ele liderou uma terceira tentativa de capturar Micenas e falhou[carece de fontes?]. Cleódeo era filho de Hilo, filho de Héracles; como Hilo foi casado com Iole de Oechalia, analistas modernos supõem que Iole era a mãe de Cleódeo. Ele tinha uma irmã chamada Euaichme, que se casou com Polycaon, filho de Butes.
Cleódeo teve uma filha, Lanassa, que se casou com Neoptólemo, filho de Aquiles, com quem teve um filho chamado de Pirro (apelido de Neoptólemo; Pirra foi o apelido de Aquiles quando este se vestiu de mulher para fugir da Guerra de Troia[carece de fontes?]). Os reis do Epiro são descendentes deste casamento real.